# The Incredible Staggers
The Incredible Staggers (zuvor kurz The Staggers) ist eine österreichische Rock-’n’-Roll-Band.

## Geschichte
Nach mehreren Vinyl-Singles wurde im November 2006 das erste Album Teenage Trash Insanity (CD: Wohnzimmer Records, LP: Soundflat Records) veröffentlicht.
Die Single-Auskoppelung aus dem Debütalbum Wild Teens schaffte es in den FM4-Charts bis auf Platz 2. Im Frühjahr 2007 und 2010 wurden The Staggers für den Amadeus Austrian Music Award in der Kategorie „FM4 Alternative Act des Jahres“ nominiert.
Mit ca. 500 Auftritten (in Österreich, Deutschland, der Schweiz, Frankreich, Spanien, Italien, Belgien, den Niederlanden, England, Slowenien, Kroatien, Ungarn, Schweden, Norwegen und den USA) seit Anfang 2004 zählen The Staggers zu den am häufigsten live spielenden Bands in Österreich.
The Staggers produzierten drei Videoclips zu den Titeln Wild Teens (Regie: Lightning Iris, 2005), Black Hearse Cadillac (Regie: Greame Pearce, 2005) und Zombies of Love (Regie: Rocking Pony, 2010), die es alle in die Charts des Musiksenders gotv schafften. 2007 entstand in Zusammenarbeit mit Hannes Rossacher (DoRo Produktion) das Video zum Elvis-Presley-Song Little Sister (Doc Pomus/Mort Shuman) für die ORF-Dokumentation Elvis-O-Rama.
2010 wurde das Video zu Zombies of Love zum Gewinner des von DoRo ins Leben gerufenen „Rockin’ Movies Awards“ gekürt.

## Diskografie
- 2004: Wild Teens (7″, Eigenveröffentlichung)
- 2005: The Stranded (7″, G.R.A.M.)
- 2005: Skeptic Eleptic vs. The Staggers (Split-LP, Broken Heart Records)
- 2005: Be My Queen (7″, Copase Disques)
- 2006: Teenage Trash Insanity (Album, Wohnzimmer Records & Soundflat Records)
- 2007: The Staggers Live (7″, Bachelor Records)
- 2008: No como tu (7″, Hey Girl! Records)
- 2010: Go Go Gorilla (7″, Squoodge Records)
- 2010: Zombies of Love (Album, Wohnzimmer Records & Soundflat Records)